# Parafia Świętych Apostołów Piotra i Pawła w Nieradzie
Parafia Świętych Apostołów Piotra i Pawła w Nieradzie – parafia rzymskokatolicka w Nieradzie. Należy do dekanatu Poraj archidiecezji częstochowskiej. Parafię prowadzą księża diecezjalni.

## Historia
Od 1976 r. księża z parafii w Poczesnej odprawiali Msze Święte w salce katechetycznej w Nieradzie. Staraniem mieszkańców wsi 27 marca 1981 r. uzyskano pozwolenie na budowę kaplicy. W dniu 4 lipca 1982 r. biskup częstochowski Franciszek Musiel poświęcił jeszcze nie wykończoną świątynię. W dniu 1 sierpnia 1985 r. biskup Stanisław Nowak utworzył w Nieradzie odrębną parafię, wydzielając jej obszar z parafii w Poczesnej. W dniu 17 września 2005 r. arcybiskup Stanisław Nowak uroczyście poświęcił kościół parafialny. Na pobliskim cmentarzu parafialnym wybudowano kaplicę przedpogrzebową.  

## Cmentarz parafialny

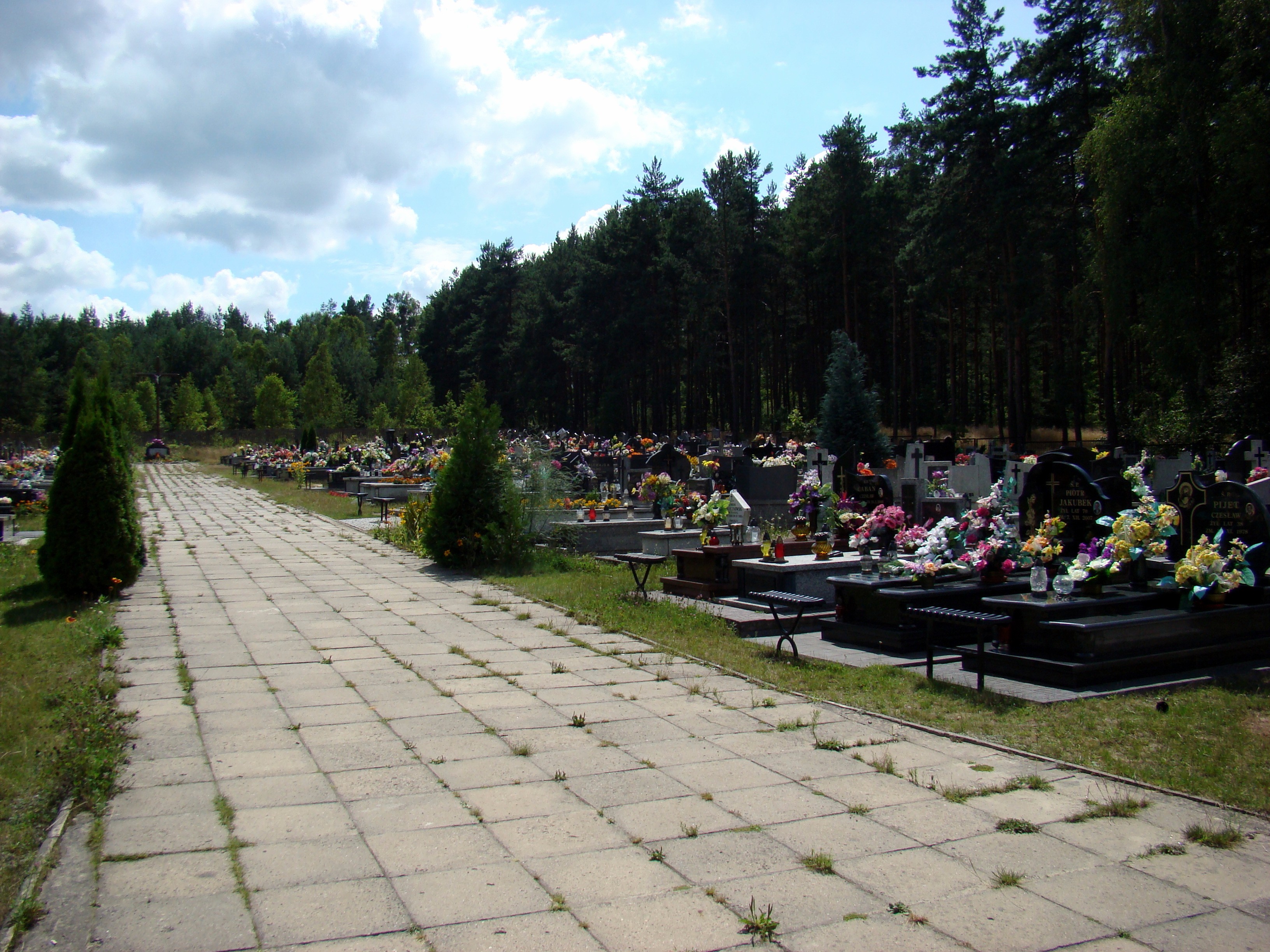
Cmentarz parafialny w Nieradzie

Kaplica przedpogrzebowa została zbudowana według projektu architekta Jana Muchly. Na cmentarzu znajduje się grób upamiętniający poległych na polu chwały za Polskę z rąk niemieckich faszystów w 1939 roku.

## Proboszczowie parafii[1]
| imię i nazwisko          | daty urzędowania |
| ------------------------ | ---------------- |
| ks. Antoni Wachułka      | 1985–1992        |
| ks. Marek Eugeniusz Rosa | 1992–2001        |
| ks. Marek Włoch          | od 2001          |